# Bote salvavidas No. 1 del Titanic

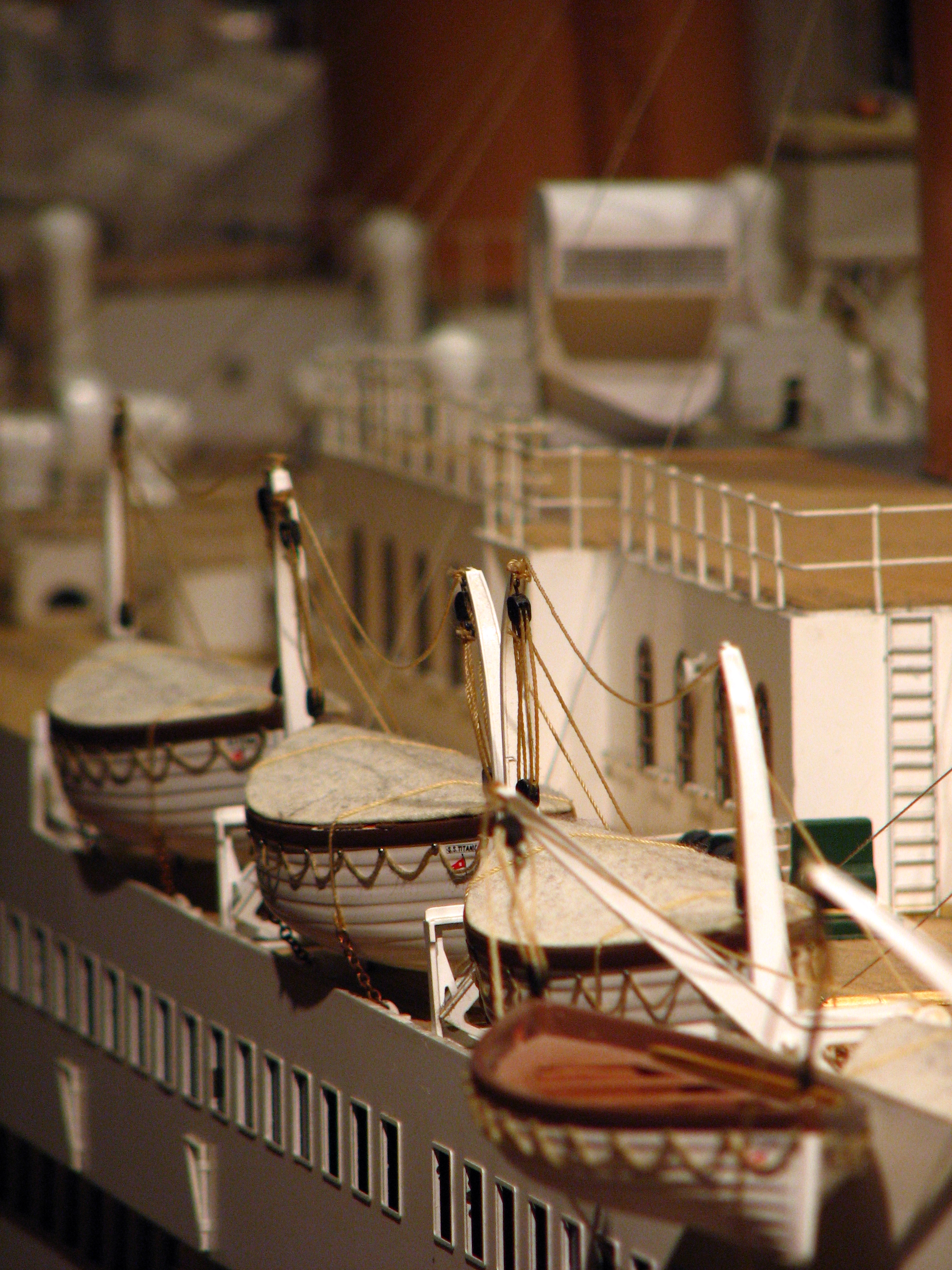
Bote No.1 (al frente) en un modelo de gran escala del Titanic

El bote salvavidas número 1 del Titanic fue un bote salvavidas del trasatlántico RMS Titanic. Más de una hora después de que el barco colisionara con un iceberg y comenzara a hundirse el 14 de abril de 1912, el bote No. 1 fue el quinto en ser lanzado al mar. Con una capacidad para 40 personas, fue bajado con solo 12 personas a bordo, de los cuales diez eran hombres, en su mayoría miembros de la tripulación. El bote No. 1 albergó la menor cantidad de personas que escaparon del Titanic.

## Descripción
El bote No. 1 era uno de los dos pequeños botes salvavidas de madera, utilizados en situaciones de "emergencia" y ubicados uno a cada costado del Titanic; el n.° 1 estaba a estribor. Aunque estos botes cumplían una doble función, su propósito principal era servir a la tripulación en caso de emergencia inmediata, como la caída de un pasajero o tripulante al agua, por lo que ya se encontraban desplegados desde la borda para ser lanzados rápidamente. Cada bote salvavidas estándar, construido con clinker, tenía capacidad para 65 personas,  mientras que los botes salvavidas de emergencia, más pequeños, tenían capacidad para 40 personas.

## En elTitanic
El bote salvavidas n.° 1 fue el quinto bote salvavidas lanzado desde el RMS Titanic a la 1:05 a. m., más de una hora después de que el transatlántico colisionara con un iceberg y comenzara a hundirse el 14 de abril de 1912. El bote salvavidas tenía capacidad para 40 personas, pero fue bajado al mar con solo 12 a bordo, la menor cantidad de personas que escaparon en un solo bote esa noche. La mayoría de los ocupantes del bote 1 eran hombres, a pesar de la orden del Capitán Smith de "mujeres y niños primero". El primer oficial Murdoch, a cargo de las labores de evacuación a estribor del barco, permitió que varios pasajeros varones de primera clase subieran a los botes salvavidas. Murdoch dejó subir al bote n.° 1 a un total de cinco pasajeros y siete tripulantes. Entre los pasajeros se encontraban Cosmo Duff Gordon, su esposa Lucy Duff Gordon; su secretaria, Mabel Francatelli y los pasajeros de primera clase Abraham Salomon y C. E. Henry Stengel. El vigía George Symons fue puesto por Murdoch a cargo de la embarcación. Cinco tripulantes más también pudieron abordar el bote: Charles Hendrickson (fogonero), Samuel Collins (fogonero), George Taylor (fogonero), Frederick Sheath (carbonero), Robert Pusey (fogonero) y Albert Horswill (marino).
El bote n.° 1 no logró alejarse del lateral del barco por varios minutos, hasta alrededor de la 1:15 a. m., debido a un percance ocurrido al descender de la cubierta. Un tipo de mástil a la altura de la cubierta B, se enganchó en la borda del bote, impidiendo el descenso. No fue hasta que la tripulación utilizó un cortador de alambre para que el bote pudiera liberarse y bajar exitosamente al mar. 
El bote n.° 1 y sus ocupantes fueron recogidos por el RMS Carpathia poco después de las 4:10 a. m., siendo el segundo bote salvavidas del Titanic en llegar al barco de rescate. Los ocupantes del bote fueron fotografiados como un grupo de sobrevivientes en el Carpathia. El No. 1 fue izado a bordo del Carpathia junto con otros botes salvavidas del Titanic y llevado a Nueva York. 
Debido a los rumores de que Cosmo Duff Gordon había sobornado a la tripulación de su bote para que no rescataran a las personas que quedaron en el agua tras el naufragio, algunos medios de comunicación neoyorquinos apodaron al bote 1 el "Bote del Dinero". La comparecencia de Cosmo y Lucy Duff Gordon como testigos en la investigación británica del desastre atrajo a la mayor multitud de espectadores durante la investigación.

## La controversia
Según el testimonio del tripulante Charles Hendrickson durante la investigación británica, él había propuesto regresar para rescatar a los supervivientes tras el hundimiento del Titanic, pero alegó que las mujeres (Lacy Duff Gordon y su secretaria Mabel Francatelli) se opusieron. En consecuencia, afirmó, el bote no regresó a recoger a los náufragos, pese a afirmar que había espacio de sobra para otra docena de personas abordo del No. 1. Durante la investigación, el vigía George Symons (a cargo del bote) y otros de los tripulantes también aseguraron que fue Lucy Duff Gordon quien expresó preocupación por la posibilidad de que el bote salvavidas fuera hundido si regresaban. Duff Gordon negó la acusación, en lo que fue respaldada por otros de los miembros de la tripulación del bote, quienes afirmaron no escuchar ninguna objeción a volver por supervivientes. 
Según el testimonio del maquinista Robert Pusey, alrededor de las 3:00 a. m., casi una hora después del hundimiento del Titanic, se mantuvo una conversación sobre dinero abordo del bote. Pusey aseguró que la charla surgió a raíz de un comentario que Lucy Duff Gordon le hizo a Mabel Francatelli: «Tu hermoso camisón se ha ido». Al oír la conversación, Pusey respondió: «No importa, han salvado sus vidas», quejándose después de que él y los demás marineros no solo lo habían perdido todo, sino que también habían perdido futura paga desde ese momento del hundimiento del Titanic. Cosmo Duff Gordon, supuestamente, respondió: «Les daré cinco libras a cada uno para que empiecen un nuevo equipo». El 16 de abril, al día siguiente de su rescate por el Carpathia, cada tripulante del Bote 1 recibió un cheque de 5 libras de Cosmo Duff Gordon. La comisión británica emitió un informe tras revisar las pruebas de su investigación, que incluía el testimonio jurado de todos los miembros de la tripulación del Bote 1, así como una declaración jurada de Mabel Francatelli. El informe dictaminó:

La flagrante acusación contra Sir Cosmo Duff Gordon de que, tras subir al bote número 1, sobornó a los hombres para que remaran lejos de las personas que se ahogaban, es infundada.

El informe, sin embargo, reprendió con severidad a los ocupantes del Bote 1 por no esforzarse por rescatar a los supervivientes del agua.

## Ocupantes del bote
| Nombre                           | Edad | Clase/Departamento de tripulación | Notas |
| -------------------------------- | ---- | --------------------------------- | --- |
| Collins, Samuel                  | 35   | Maquinista                        | Fogonero, miembro de la tripulación. |
| Duff-Gordon, Cosmo               | 49   | Primera Clase                     | Terrateniente y deportista (esgrima) de los Juegos Intercalados de 1906 y del comité de organización de los Juegos Olímpicos de Londres 1908. |
| Duff-Gordon, Lucy                | 48   | Primera Clase                     | Costurera y empresaria. |
| Francatelli, Laura Mabel         | 31   | Primera Clase                     | Secretaria de Lucy. También conocida como "Miss Franks".                                                                                      |
| Hendrickson, Charles George      | 29   | Maquinista                        | Fogonero en jefe, miembro de la tripulación.                                                                                                  |
| Horsewill, Albert Edward James   | 33   | Cubierta                          | Marino, miembro de la tripulación. |
| Pusey, Robert William            | 24   | Maquinista                        | Fogonero, miembro de la tripulación. |
| Salomon, Abraham "Abram" Lincoln | 43   | Primera Clase                     | Empresario estadounidense de Nueva York. |
| Sheath, Fredrick                 | 20   | Maquinista                        | Miembro de la tripulación, del departamento de carboneros.                                                                                    |
| Stengel, Charles Emil Henry      | 54   | Primera Clase                     | Empresario de Nueva Jersey; su esposa Annie May también sobrevivió, habiendo abordado el bote 5 minutos antes.                                |
| Symons, George Thomas Macdonald  | 24   | Cubierta                          | Vigía; puesto a cargo de comandar el bote No. 1                                                                                               |
| Taylor, George                   | 24   | Maquinista                        | Fogonero, miembro de la tripulación. |

## En la cultura popular
En una escena eliminada de la película Titanic de James Cameron de 1997, Sir Cosmo Duff Gordon (Martin Jarvis) y Lady Duff Gordon (Rosalind Ayres) aparecen sentados en el bote salvavidas número 1 cuando el tripulante Hendrickson sugiere rescatar a personas en el agua. Sir Cosmo mira a su esposa, quien parece angustiada, antes de responder: «Es imposible».
En la miniserie de televisión Titanic de 2012, Lady Duff Gordon (Sylvestra Le Touzel) es mostrada de pie en el bote salvavidas número 1, instando a su secretaria a subir con ella, diciendo: «No seas tonta, Francatelli, este bote no se hunde, ese (el Titanic) sí». Más tarde se la ve diciéndole al oficial Murdoch que permita subir a algunos hombres, incluido su esposo, y que baje el bote rápidamente al mar. 
La carga de personas y el lanzamiento del bote 1, y la decisión de sus ocupantes de no regresar al lugar del naufragio tras el hundimiento del Titanic, también se retrataron en la película de 1958 A Night to Remember, basada en el libro homónimo de Walter Lord. La secretaria de Duff Gordon, Mabel Francatelli, quien aún vivía en ese momento, fue completamente omitida para evitar sus demandas.